# ورم وعائي ليفي
وَرَم وِعائي لِيفيّ أو وَرَم لِيفي وِعائي أو لِيفُوم وِعائِي (بالإنجليزية: Angiofibroma)‏ هيَ حطاطات صَغيرة ملساء لامعة، بُنية مُحمرة اللون أو لحمية اللون، طولها من 0.1 حتى 0.3 سم، تُوجد على جانبي الأنف وفي الجزء الأوسط من الوجنتين. يحتوي هذا الورم على نسيج ليفي.